# Alex Bogdanović
Aleksa Bogdanović, detto Alex (in serbo Aлeкca Бoгдaнoвић?; Belgrado, 22 maggio 1984), è un ex tennista britannico, nato in Jugoslavia e trasferitosi in Gran Bretagna a 7 anni insieme ai genitori Dušan e Amelija.

## Biografia
Dopo una buona carriera juniores, dove ha raggiunto l'ottava posizione mondiale, a livello professionistico è stato in grado di aggiudicarsi solamente sette tornei a livello Challenger.
A livello di Slam non è mai approdato ad un secondo turno su nove tentativi (otto a Wimbledon e uno allo Us Open).

## Risultati in progressione
| Torneo                            | 2011 | 2010 | 2009 | 2008 | 2007 | 2006 | 2005 | 2004 | 2003 | 2002 | Carriera |
| --------------------------------- | ---- | ---- | ---- | ---- | ---- | ---- | ---- | ---- | ---- | ---- | -------- |
| Australian Open                   | -    | -    | -    | -    | -    | -    | -    | -    | -    | -    | 0        |
| Roland Garros                     | -    | -    | -    | -    | -    | -    | -    | -    | -    | -    | 0        |
| Wimbledon                         |      | -    | 1T   | 1T   | 1T   | 1T   | 1T   | 1T   | 1T   | 1T   | 0        |
| US Open                           |      | -    | -    | -    | -    | 1T   | -    | -    | -    | -    | 0        |
| Tennis Masters Cup                |      | -    | -    | -    | -    | -    | -    | -    | -    | -    | 0        |
| Finali affrontate                 | -    | -    | -    | -    | -    | -    | -    | -    | -    | -    | 0        |
| Tornei vinti                      | -    | -    | -    | -    | -    | -    | -    | -    | -    | -    | 0        |
| Posizione nel Ranking a fine anno |      | 292  | 163  | 188  | 190  | 123  | 168  | 195  | 278  | 459  |          |